# گوش‌بلند
گوش‌بلندها (نام علمی: Dolichotis) نام یک سرده از تیره خوگچگان هندی است.